# Епізоотологія
Епізоотоло́гія (від гр. epi – на, zoon – тварина, logos – наука, поняття), або ветеринарна епідеміологія — самостійна ланка ветеринарної медицини — наука, що вивчає епізоотії, прояв епізоотичного процесу під час якого інфекція вражає велику кількість тварин, вивчає об'єктивні закономірності виникнення, прояву, поширення і згасання епізоотій (інфекційних хвороб) і на цій основі розробляє методи профілактики і заходи боротьби з ними.

Завданням є недопущення, профілактика чи ліквідація епізоотій. Основними завданнями епізоотології на сучасному етапі є розробка теоретичних і практичних основ науково обґрунтованої стратегії і тактики протиепізоотичних заходів, з метою забезпечення стійкого благополуччя тваринництва щодо інфекційних хвороб, високу його продуктивність і надійний захист населення від зооантропонозів.

Знаючи закони епізоотичного процесу (біологічне явище, він розвивається згідно з певними біологічними законами, які не залежать від волі людини), спеціалісти ветеринарної медицини можуть активно втручатись в розвиток епізоотичного процесу конкретної інфекційної хвороби і ефективно займатись її профілактикою і ліквідацією.
Наука поділяється на:
- загальна епізоотологія, — вивчає загальні закономірності розвитку і згасання інфекційних хвороб; вчення про імунітет і інфекційні хвороби; вчення про загальні і спеціальні заходи лікування тварин.
- Спеціальна, — вивчення характеристик збудника, патогенез, поширення, паталого-анатомічні зміни, методи діагностики і диференційної діагностики, лікування, економічні збитки, розробка заходів ліквідації і профілактики.

Для вирішення проблеми епізоотології необхідні фундаментальні знання ветеринарної генетики і імунології.
Епізоотологія як наука особливо розвинулась після 1920-х років. Вчені детально вивчили ряд маловідомих або зовсім невідомих інфекційних захворювань, розробили питання діагностики і імунітету, патогенезу, специфічної профілактики при багатьох інфекціях сільськогосподарських тварин, птиці та бджіл.